# Marginarae
Marginarae es un género de foraminífero bentónico cuyo nombre fue invalidado, debido a que era un nombre imperfecto, y sustituido por Marginara de la familia Marginaridae, de la superfamilia Parathuramminoidea, del suborden Fusulinina y del orden Fusulinida. Su rango cronoestratigráfico abarcaba el Devónico medio.

## Discusión
Clasificaciones más recientes incluirían Marginarae en el suborden Parathuramminina, del orden Parathuramminida, de la subclase Afusulinina y de la clase Fusulinata.

## Clasificación
En Marginarae no se ha considerado ninguna especie.